# Record de France de natation messieurs du 200 mètres 4 nages
Le record de France de natation sportive messieurs pour l'épreuve du 200 mètres 4 nages concerne les records obtenus par les athlètes dans cette épreuve en bassin de 50 et 25 mètres.

## Bassin de 50 mètres
Légende : les mentions « s, d ou f » éventuellement placées entre parenthèses après la nature de la compétition signifient respectivement que le record a été battu au cours d’une série, d’une demi-finale ou d’une finale.
| Temps         | Athlète            | Naissance | Âge | Club                            | Compétition                           | Lieu           | Date            |
| ------------- | ------------------ | --------- | --- | ------------------------------- | ------------------------------------- | -------------- | --------------- |
| 2 min 21 s 2  | Alain Mosconi      | 1949      | 17  | Cercle des nageurs de Marseille |                                       | Béziers        | 25 juillet 1966 |
| 2 min 17 s 6  | Alain Mosconi      | 1949      | 18  | Cercle des nageurs de Marseille |                                       | Barcelone      | 25 mars 1967    |
| 2 min 16 s 8  | Alain Mosconi      | 1949      | 18  | Cercle des nageurs de Marseille |                                       | Paris Vallerey | 13 juillet 1967 |
| 2 min 16 s 3  | Alain Mosconi      | 1949      | 18  | Cercle des nageurs de Marseille |                                       | Marseille      | 20 juillet 1967 |
| 2 min 15 s 79 | Michel Rousseau    | 1949      | 24  | ASPTT Paris                     |                                       | Vittel         | 12 juillet 1973 |
| 2 min 14 s 20 | Patrick Moreau     |           |     | ASPTT Paris                     |                                       | Berlin-Est     | 18 août 1973    |
| 2 min 13 s 36 | Gilles Plançon     |           |     | AM Vittel                       |                                       | Tarbes         | 3 mars 1976     |
| 2 min 11 s 75 | Gilles Plançon     |           |     | AM Vittel                       |                                       | Rennes         | 5 mars 1977     |
| 2 min 10 s 68 | Gilles Plançon     |           |     | AM Vittel                       |                                       | Paris Vallerey | 22 juillet 1977 |
| 2 min 10 s 09 | Frédéric Delcourt  | 1964      | 16  | Cercle des nageurs de Marseille | Championnats de France                | Bordeaux       | 11 avril 1980   |
| 2 min 09 s 02 | Frédéric Delcourt  | 1964      | 17  | Cercle des nageurs de Marseille |                                       | La Rochelle    | 3 avril 1981    |
| 2 min 09 s 01 | Frédéric Delcourt  | 1964      | 17  | Cercle des nageurs de Marseille |                                       | Dunkerque      | 3 août 1981     |
| 2 min 08 s 96 | Frédéric Delcourt  | 1964      | 18  | Cercle des nageurs de Marseille |                                       | Toulouse       | 21 mars 1982    |
| 2 min 08 s 71 | Bruno Lesaffre     |           |     | Roubaix Natation                |                                       | Vérone         | 19 juin 1982    |
| 2 min 08 s 29 | Bruno Lesaffre     |           |     | Roubaix Natation                | Championnats de France                | Tours          | 27 mars 1983    |
| 2 min 08 s 12 | Bruno Lesaffre     |           |     | Roubaix Natation                | Coupe Latine                          | Lisbonne       | 17 avril 1983   |
| 2 min 07 s 75 | Nicolas Granger    |           |     | USM Romilly                     |                                       | Dunkerque      | 14 août 1985    |
| 2 min 05 s 99 | Bruno Gutzeit      | 1966      | 20  | Dauphins du TOEC                |                                       | Rennes         | 6 mars 1986     |
| 2 min 05 s 89 | Bruno Gutzeit      | 1966      | 20  | Dauphins du TOEC                |                                       | Millau         | 17 juillet 1986 |
| 2 min 05 s 72 | Bruno Gutzeit      | 1966      | 21  | Dauphins du TOEC                | Championnats de France (f)            | Mulhouse       | 2 avril 1987    |
| 2 min 05 s 07 | Bruno Gutzeit      | 1966      | 21  | Dauphins du TOEC                |                                       | Strasbourg     | 23 août 1987    |
| 2 min 03 s 99 | Christophe Bordeau | 1968      | 20  | Enfants de Neptune de Tours     |                                       | Dunkerque      | 4 août 1988     |
| 2 min 02 s 83 | Frédéric Lefèvre   | 1970      | 20  | Stade poitevin                  |                                       | La Rochelle    | 24 mars 1990    |
| 2 min 02 s 70 | Frédéric Lefèvre   | 1970      | 20  | Stade poitevin                  |                                       | Narbonne       | 14 juillet 1990 |
| 2 min 01 s 80 | Xavier Marchand    | 1973      | 24  | Dauphins du TOEC                | Championnats de France                | Mennecy        | 16 mai 1997     |
| 2 min 01 s 08 | Xavier Marchand    | 1973      | 24  | Dauphins du TOEC                | Championnats d'Europe (f)             | Séville        | 24 août 1997    |
| 2 min 00 s 38 | Christophe Soulier | 1984      | 25  | Montpellier ANUC                | Championnats de France (d)            | Montpellier    | 25 avril 2009   |
| 1 min 59 s 58 | Fabien Horth       | 1985      | 24  | Aqua Club Pontault-Roissy       | Championnats de France (f)            | Montpellier    | 26 avril 2009   |
| 1 min 57 s 89 | Jérémy Stravius    | 1988      | 24  | Amiens Métropole Natation       | Championnats de France (f)            | Rennes         | 11 avril 2013   |
| 1 min 56 s 95 | Léon Marchand      | 2002      | 20  | Dauphins du TOEC                | Grand Prix de San Antonio (f)         | San Antonio    | 2 avril 2022    |
| 1 min 55 s 75 | Léon Marchand      | 2002      | 20  | Dauphins du TOEC                | Championnats du monde (d)             | Budapest       | 21 juin 2022    |
| 1 min 55 s 22 | Léon Marchand      | 2002      | 20  | Dauphins du TOEC                | Championnats du monde (f)             | Budapest       | 22 juin 2022    |
| 1 min 54 s 82 | Léon Marchand      | 2002      | 21  | Dauphins du TOEC                | Championnats du monde (f)             | Fukuoka        | 27 juillet 2023 |
| 1 min 54 s 06 | Léon Marchand      | 2002      | 22  | Dauphins du TOEC                | Jeux olympiques (f)                   | Paris          | 2 août 2024     |
| 1 min 52 s 69 | Léon Marchand      | 2002      | 23  | Dauphins du TOEC                | Championnats du monde de natation (d) | Singapour      | 30 juillet 2025 |

## Bassin de 25 mètres
Légende : les mentions « s, d ou f » éventuellement placées entre parenthèses après la nature de la compétition signifient respectivement que le record a été battu au cours d’une série, d’une demi-finale ou d’une finale.
| Temps         | Athlète            | Naissance | Âge | Club                      | Compétition                | Lieu                 | Date              |
| ------------- | ------------------ | --------- | --- | ------------------------- | -------------------------- | -------------------- | ----------------- |
| 2 min 04 s 89 | Bruno Lesaffre     |           |     |                           | Meeting Diana              | Boulogne-Billancourt | 3 février 1984    |
| -----         |                    |           |     |                           |                            |                      |                   |
| 2 min 01 s 02 | Frédéric Lefèvre   | 1970      | 19  | SPN Poitiers              |                            | Boulogne-Billancourt | 16 décembre 1989  |
| 2 min 00 s 65 | Frédéric Lefèvre   | 1970      | 22  | SPN Poitiers              |                            | Milan                | 29 janvier 1992   |
| 1 min 58 s 77 | Xavier Marchand    | 1973      | 20  | Racing Club de France     |                            | Saint-Denis          | 27 décembre 1993  |
| 1 min 57 s 95 | Xavier Marchand    | 1973      | 21  | Racing Club de France     | Coupe du monde (f)         | Paris                | 27 mars 1994      |
| 1 min 57 s 92 | Xavier Marchand    | 1973      | 29  | Dauphins du TOEC          | Coupe du monde (f)         | Paris                | 19 janvier 2002   |
| 1 min 57 s 02 | Christophe Soulier | 1984      | 25  | Montpellier ANUC          | Championnats d'Europe (s)  | Istanbul             | 10 décembre 2009  |
| 1 min 55 s 46 | Jérémy Stravius    | 1988      | 23  | Amiens Métropole Natation | Championnats de France (f) | Angers               | 4 décembre 2011   |
| 1 min 54 s 50 | Jérémy Stravius    | 1988      | 24  | Amiens Métropole Natation | Championnats de France (f) | Angers               | 15 novembre 2012  |
| 1 min 54 s 00 | Jérémy Stravius    | 1988      | 24  | Amiens Métropole Natation | Championnats d'Europe (f)  | Chartres             | 22 novembre 2012  |
| 1 min 53 s 53 | Léon Marchand      | 2002      | 22  | Dauphins du TOEC          | Coupe du monde (s)         | Shanghai             | 19 octobre 2024   |
| 1 min 50 s 30 | Léon Marchand      | 2002      | 22  | Dauphins du TOEC          | Coupe du monde (f)         | Shanghai             | 19 octobre 2024   |
| 1 min 48 s 88 | Léon Marchand      | 2002      | 22  | Dauphins du TOEC          | Coupe du monde (f)         | Singapour            | 1er novembre 2024 |